# 5116 Korsør
5116 Korsør là một tiểu hành tinh vành đai chính với chu kỳ quỹ đạo là 2078.4962588 ngày (5.69 năm).
Nó được phát hiện ngày 13 tháng 3 năm 1988.